# Psychodiagnostiek
De psychodiagnostiek is de leer van het stellen van een diagnose op het terrein van psychologie. Deze dient niet verward te worden met een medische diagnose.

## Algemeen
Psychodiagnostiek kent een 'zachte' (soft data) en een 'harde' (hard data) kant, afhankelijk van het soort instrumenten dat de diagnosticus gebruikt. 
- 'Zacht' is bijvoorbeeld de geschoolde maar onbevangen waarneming van het gedrag - en de subjectieve beoordeling daarvan - door de diagnosticus.
- 'Hard' zijn alle waarnemingen gemaakt met gekwalificeerde meetinstrumenten, zoals tests, vragenlijsten en gefilmde observaties van gedrag in gestandaardiseerde situaties.

Psychodiagnostiek is nauw verwant met psychometrie: de statistische bewerkingen die voor een goede (betrouwbare en valide) psychodiagnostiek nodig zijn. Dit gaat om zaken als het berekenen van correlaties en het opstellen van de testnormen, waaronder ook de gemiddelden en spreidingen van de testscores.
In eerste instantie is de psychodiagnostiek ontwikkeld om menselijk gedrag te kunnen voorspellen, en bewees daarmee zijn economisch nut. Door het met behulp van tests selecteren van gegadigden voor functies in het Amerikaanse leger en het bedrijfsleven kreeg de psychometrie in de jaren 30 en 40 van de vorige eeuw een sterke impuls. Maar psychodiagnostiek werd ook ontwikkeld voor het in groepen indelen van volwassenen of kinderen met wie iets gedaan moet worden, zoals welke kinderen in aanmerking komen voor speciale schoolklassen of scholen, of welke volwassenen in aanmerking komen voor welke vorm van psychotherapie. In beide gevallen wil men dat de psychodiagnostiek helpt "de juiste man op de juiste plaats" te krijgen, met oog op een toekomstige ontwikkeling.
Om de persoonlijkheidskenmerken te objectiveren gebruikt de psychodiagnostiek voornamelijk drie instrumenten:
- (zelf-)beoordelingsvragenlijst
- psychologische test
- Een combinatie van tests en gedragsobservatie vindt men in het meer en meer toegepaste assessment; zie aldaar.

Eind twintigste eeuw kwam er veel kritiek op psychologische tests en vragenlijsten. Soms is die kritiek terecht, omdat mensen van een test te veel verwachtten, maar meestal omdat die niet wetenschappelijk genoeg werd opgesteld, of omdat hij reeds in gebruik werd genomen, zonder voorafgaand onderzoek. Testconstructie vraagt arbeidsintensief wetenschappelijk onderzoek op universitair niveau.

## Kenmerken
Algemene kenmerken van psychologische tests en vragenlijsten zijn:
- Onderwerp : In de eerste plaats begint het werk met de omschrijving van wat men juist wil meten. Als men bijvoorbeeld wil meten in welke mate iemand "dominant" is in de omgang, moet eerst een werkdefinitie van dominantie gegeven worden, bij voorkeur geconcretiseerd in gedragstermen. Daarna kan men die kenmerken in een vragenlijst gieten en laten invullen door de persoon in kwestie, of door "beoordelaars uit zijn omgeving".
- Normering : Stel dat de vragenlijst 50 uitspraken of vragen bevat met elke drie antwoordcategorieën (oneens - onbeslist - eens). De ingevulde antwoorden zijn dan de "ruwe uitslag" op de vragenlijst. Stel dat de persoon hier een score 125 haalt (op een maximum van 150). Je zou dus denken: redelijk dominant. Maar om te weten of die persoon dan werkelijk dominant is moet zijn uitslag op de vragenlijst vergeleken worden met de uitslagen van zijn normgroep, want misschien haalt de doorsnee proefpersoon al 120 op 150, en zit hij dus nog bij de middelmaat. Normeringsonderzoek is dus essentieel voor vragenlijsten en tests. Veel "tijdschrift-testen", of tests die men kan downloaden van het internet voldoen niet aan dat wetenschappelijk criterium.
- Validiteit : Validiteitsonderzoek is minstens zo belangrijk. Want hoe weet men zeker dat een hoge score op die vragenlijst echt dominant gedrag voorspelt? Door proefpersonen te volgen in het werkelijke leven en de vergelijking met het echt gedrag (het test-criterium) te maken. Ook hieruit volgt dat testconstructie goed moet voorbereid worden. Stel dat men een test wil ontwerpen die het studiesucces in de richting geneeskunde wil voorspellen. Dan mag de test eigenlijk pas gepubliceerd worden als van de proefpersonen die aan het onderzoek hebben deelgenomen de prestatie in de eigenlijke geneeskunde-studie bekend is. Dit is ook een van de redenen waarom psychodiagnostiek zijn beperkingen heeft. Immers als een degelijke testconstructie drie tot vier jaar duurt, en men dan nog eens 5 jaar moet wachten op de resultaten van het validiteitsonderzoek, bestaat het risico dat zelfs het testcriterium ondertussen gewijzigd is (men stelt inmiddels andere eisen aan toekomstige artsen). Om echt te kunnen bevestigen dat een test meet wat die beweert te meten moet er (statistisch significante) correlatie bestaan tussen het "test-gedrag" en het "criterium-gedrag".
- Betrouwbaarheid : Dit is een vierde kenmerk van een goede vragenlijst of test. Dit betekent dat de test bij herhaalde toepassing, ook ongeveer dezelfde meetuitslag geeft, tenminste als men een stabiele persoonlijkheidstrek wil meten. Misschien heeft de proefpersoon in ons voorbeeld wat willen bluffen en zich dominant voorgedaan (omdat hij meende dat dit in een sollicitatieprocedure een gunstige eigenschap is). De vragenlijst moet dus ook een verborgen sleutel voor "sociaal wenselijk antwoorden" bevatten. Met andere woorden, bij een nieuwe invulling in een andere situatie moet de proefpersoon ongeveer even dominant blijken. Nog iets waar de meeste populaire vragenlijsten niet aan voldoen.

## Indeling
Er zijn meerdere indelingen van tests en vragenlijsten mogelijk;
Naar aanbiedingsvorm
- Mondelinge test
- Schriftelijke test
- Niet-verbale test
- Computergestuurde test

Naar antwoord-wijze
- Meerkeuzevragen
- Open antwoord vragen
- Semi-gestructureerd
- Individueel of collectief afgenomen test

Naar inhoud die men wil meten.
Soms worden testen onderverdeeld voor (deel)vaardigheden in subtests.
- Persoonlijkheidstest en/of karaktertest
- Vaardigheidstest. Hierbij kan men zo een zestal soorten onderscheiden, waarbij getest wordt op 
  1. intelligentie : intelligentietesten, capaciteitentesten of deelaspecten daarvan testen op zaken als technisch inzicht, ruimtelijk voorstellingsvermogen, numeriek redeneren, en/of communicatieve vaardigheden
  2. leervaardigheid of leertests
  3. geheugen- en aandacht
  4. schoolrijpheid
  5. reactiesnelheid
  6. motoriek
- Schoolvorderingentest, bijvoorbeeld met het leerlingvolgsysteem (SVT)
- Belangstelling en/of beroepsvoorkeur-test

## Voorbeelden
- Postbak-test: hierbij wordt de participant een functiebeschrijving gegeven, en moet hij aan de hand van memo's en e-mails agenda samenstellen, rekening houdend met de prioriteiten en voorwaarden uit de functiebeschrijving
- Gevalstudie: er wordt de participant een uitgewerkt praktisch voorbeeld gegeven die hij volledig analyseren en bespreken moet, bijvoorbeeld door middel van een sterkte-zwakteanalyse.
- Codebreker: de participant moet gegevens met elkaar in verband brengen en op basis daarvan ontbrekende gegevens aanvullen
- Vraagstukken: na een korte beschrijving van een praktische voorbeeld wordt een vraag gesteld waarvoor de participant met die gegevens een berekening moet maken.